# Надлер, Василий Карлович
Василий Карлович Надлер (15 [27] декабря 1840, Харьков — 31 марта [12 апреля] 1894, Одесса, Херсонская губерния) — заслуженный профессор Новороссийского университета, историк.

## Биография
Родился 15 (27) декабря 1840 года в Харькове в семье провизора (управляющего аптекой).
Учился в частной пансионе, а с 1857 года в Харьковском университете. Окончил в 1862 году историко-филологический факультет университета со степенью кандидата за сочинение «Сербский народ и его судьба под властью турок до начала национального движения в первых годах XIX в.» и был оставлен при нём для приготовления к профессорскому званию. С сентября 1862 года стал преподавать в средних учебных заведениях Харькова. В 1864 году защитил в Санкт-Петербургском университете магистерскую диссертацию «Причины и первые проявления оппозиции католицизму в Чехии и Западной Европе в конце XIV и начале XV в» и с 7 ноября был назначен приват-доцентом кафедры всеобщей истории, а после защиты докторской диссертации «Адальберт Бременский, правитель Германии в молодые годы Генриха IV» был утверждён 21 января 1868 года экстраординарным профессором, а 18 ноября 1869 года — ординарным профессором Харьковского университета. Читал лекции на кафедре всеобщей истории до 1890 года, на кафедре русской истории в 1876—1883 годах (с 7 ноября 1889 года — заслуженный профессор), в 1875—1890 годах — декан историко-филологического факультета. Затем перешёл в Новороссийский университет, в котором с 1 января 1891 года сменил на посту декана историко-филологического факультета, ставшего ректором университета И. С. Некрасова. С 30 ноября 1881 года — в чине действительного статского советника. Был награждён орденами Св. Владимира 3-й ст (1886) и Св. Анны 2-й ст. (1872).
Намеревался выехать для лечения в Крым и 31 марта (12 апреля) 1894 года прибыл на пароход «Цесаревна», в каюте которого скоропостижно умер, ещё до отхода корабля из Одессы. Был похоронен на 1-м Христианском кладбище.